# Rubus subcordatus
Rubus subcordatus är en rosväxtart som beskrevs av Heinrich E. Weber. Rubus subcordatus ingår i släktet rubusar, och familjen rosväxter. Inga underarter finns listade i Catalogue of Life.